# Giuseppe Farfanelli
Giuseppe Farfanelli (Perugia, 13 febbraio 1915 – Terni, 8 gennaio 1992) è stato un pugile italiano, olimpionico nei pesi piuma alle Olimpiadi di Berlino 1936 e Campione italiano dei pesi leggeri (1940).

## Biografia

### Carriera dilettantistica
Fu Campione d’Italia dilettanti, nella categoria dei piuma, nel 1935 a Milano, battendo ai punti Leone Efrati, futuro sfidante al titolo mondiale e poi classificato (nel 1939) al n. 10 del ranking mondiale. L’anno dopo, a Roma, giunse in finale, dove fu sconfitto da Antonio Fabriani, futuro sfidante al titolo italiano professionisti. Fu tuttavia Farfanelli ad essere selezionato per rappresentare l'Italia alle Olimpiadi di Berlino 1936.
La sua partecipazione ai Giochi non fu particolarmente esaltante, avendo perso al primo turno, ai punti, con il britannico Jack Treadaway. Rimase ancora un anno tra i dilettanti per passare al professionismo nel 1938, nei pesi leggeri.

### Carriera da professionista
Farfanelli ebbe una carriera professionistica più che discreta essendo salito sul ring ben 54 volte, scendendovi come vincitore per la metà esatta dei match combattuti (27) e con ben 10 pari. È stato campione italiano dei pesi leggeri, battendo il 20 febbraio 1940 a Terni, Oberdan Romeo, con il quale aveva in precedenza pareggiato in un match valido per il titolo. Perse la cintura nazionale alla prima difesa contro il romano Otello Abbruciati, il 23 luglio dello stesso anno, sempre nella cittadina umbra.
Con Romeo vinse altri due match in carriera e, le due volte che da professionista affrontò antico avversario Antonio Fabriani, divise la posta (una vittoria e una sconfitta).  Purtroppo, Farfanelli ha perduto tutti gli incontri con gli avversari più noti e di un certo livello pugilistico, tranne un pari ottenuto con Bruno Bisterzo (dal quale peraltro ha perso altre due volte). 
Ha perso infatti da Ascenzo Botta (KO al primo round nel 1940), da Roberto Proietti (due volte per knock-out tecnico nel 1941), da Gino Bondavalli (ai punti) e ancora da Otello Abbruciati. 
Si è ritirato, trentenne, nel 1945.